# 奥乔 (匈牙利)
奥乔，是匈牙利佩斯州所辖的一个村。总面积26.94平方公里，总人口1501，人口密度55.7人/平方公里（2011年1月1日）。